# Broadcast News
Broadcast News er en amerikansk romantisk dramakomediefilm fra 1987 skrevet, produceret og instrueret af James L. Brooks. Filmen var nomineret til syv Oscars, bl.a. for bedst film, bedste mandlige hovedrolle (William Hurt), bedste mandlige birolle (Albert Brooks) og bedste kvindelige hovedrolle (Holly Hunter).

## Medvirkende
- Holly Hunter som Jane Craig
- Albert Brooks som Aaron Altman
- William Hurt som Tom Grunick
- Robert Prosky som Ernie Merriman
- Lois Chiles som Jennifer Mack
- Joan Cusack som Blair Litton
- Jack Nicholson som Bill Rorich
- John Cusack som vred budbringer
- Marc Shaiman som nyhedsholdets forfatter